# Бирон, Карл Эрнст
Принц Карл Эрнст Бирон (1728—1801) — младший сын курляндского герцога Эрнста Иоганна, генерал-майор русской императорской армии.

## Биография
Родился 11 октября 1728 года. В детстве пользовался особой любовью императрицы Анны Иоанновны. Ходили слухи, что он был тайным сыном императрицы и её фаворита. Четырёх лет от роду был сделан бомбардир-капитаном Преображенского полка, 14 февраля 1740 года получил орден Святого Александра Невского и орден Святого Андрея Первозванного с бриллиантами. При свержении отца был лишён орденов.
Вместе с отцом и прочими родными он разделял заключение, дважды пытался бежать из Ярославля, но неудачно. Пётр III 2 апреля 1762 года произвёл его в генерал-майоры, назначил шефом Вологодского пехотного полка и вторично пожаловал ему орден Святого Александра Невского.
В 1763 году стал членом-основателем петербургской масонской ложи «Счастливого согласия».

При Екатерине II жил с отцом в Курляндии. В 1767—1768 годах находился в путешествии по Европе, был в Голландии, Франции, Англии и Италии. Во время своего пребывания в Париже с 8 января по 24 апреля 1768 года сидел в Бастилии по обвинению в изготовлении фальшивых векселей и подделке подписей. По этому поводу граф К. Г. Разумовский писал И. И. Шувалову:
Сей детина есть сущий промышленник, который таскается по свету без воли, следовательно и без заплаты от отца своего, который ему не больше дает, как 6.000 (талеров) в год, что учинить с не большим 5.000 наших руб. Он уже столько намотал и столь поступков непристойных званиям его поделал, что, наконец, в Бастилии теперь резидует по фальшивым векселям, и говорят, что будто от него и подделанных им долгов отрицается…
Бывал часто в Санкт-Петербурге и посещал цесаревича Павла Петровича. По словам П. В. Долгорукова, Карл Бирон, как и его старший брат, был пьяницей и в обществе за ним установилась репутация величайшего «плясуна и повесы»; никакой общественной деятельностью он не занимался.
В наследство от отца в 1772 году получил имение Вартенберг в Силезии, подаренное Бирону императором Карлом VI. Его потомки носили титул князей Бирон-Вартенбергских (нем. Fürst von Biron-Wartenberg).
Скончался 16 октября 1801 года в Кёнигсберге через несколько дней после своего 73-летия.

## Семья

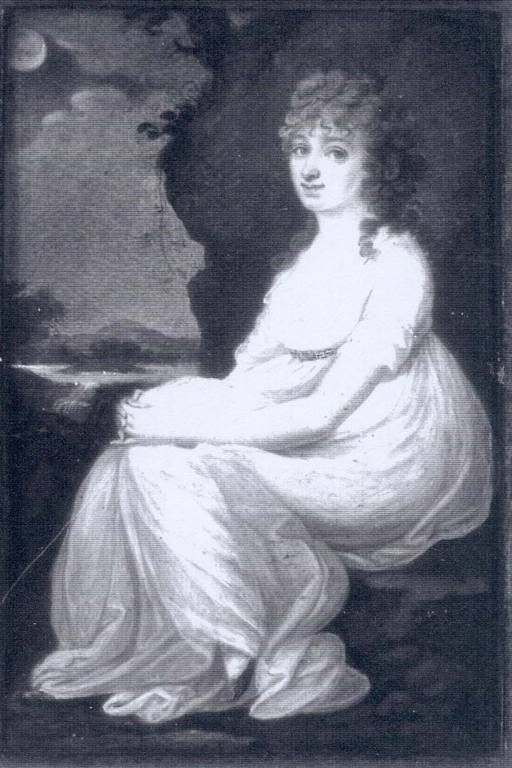
Аполлония Бирон

Жена (с 18.02.1778; в Дубно) — княжна Аполлония Понинская (1760—1800), дочь богатого польского дворянина, старосты бабимостовского и стольника вшовского Мацея Понинского и младшая сестра Адама Понинского. 21 декабря 1798 года была пожалована в кавалерственные дамы Ордена Св. Иоанна Иерусалимского малого креста. Скончалась в Петербурге. В браке имела девять детей, но только четверо из них выжили:
- Густав Каликст (1780—1821), подполковник, прусский обер-егермейстер.
- Петр-Алексей (1781—1809), штабс-ротмистр, поручик.
- Луиза (1791—1853), фрейлина, в 1816 году тайно вышла замуж за графа М. Ю. Виельгорского (мужа младшей сестры).
- Екатерина (1793—1813), фрейлина, с 1812 года первая жена графа М. Ю. Виельгорского, умерла при родах.